# Herrín de Campos
Herrín de Campos település Spanyolországban, Valladolid tartományban. Herrín de Campos Boadilla de Rioseco, Villalón de Campos, Villafrades de Campos és Guaza de Campos községekkel határos. Lakosainak száma 112 fő (2024).

## Népesség
A település népessége az utóbbi években az alábbiak szerint változott:
| Lakosok száma | 196  | 191  | 178  | 167  | 155  | 137  | 130  | 122  | 123  | 112  |
|               | 2001 | 2004 | 2007 | 2009 | 2012 | 2014 | 2017 | 2019 | 2022 | 2024 |